# كأس ديفيز 1983
كأس ديفيز 1983  هو الموسم 72 من  كأس ديفيز. فاز فيه منتخب أستراليا لكأس ديفيز.